# Raión de Nyzhni Sirohozy
Nyzhni Sirohozy (en ucraniano: Нижньосірогозький район) es un raión o distrito de Ucrania en el óblast de Jersón. 
Comprende una superficie de 1210 km².
La capital es la ciudad de Nyzhni Sirohozy.

## Demografía
Según estimación 2010 contaba con una población total de 17100 habitantes.

## Otros datos
El código KOATUU es 6523800000. El código postal 74700 y el prefijo telefónico +380 5540.